# Динарске мешовите шуме
Динарске мешовите шуме чине екорегион у оквиру биома широколисних и мешовитих шума умерених предела, који се простире на површини од 58.200 km² на планинама Балканског полуострва, од југоисточних Алпа до Проклетија. Највећим делом овај екорегион обухвата Динарске планине. Државе у којима се развијају динарске мешовите шуме су Италија (крајњи североисточни део), Словенија, Хрватска, Босна и Херцеговина, Црна Гора, Србија (делови западне Србије и крајњи југ Метохије) и Албанија (северни део). Климу Динарских и суседних планина карактерише висок ниво годишњих падавина (и преко 2000 mm воденог талога). Релативно ненарушени екосистеми и велике површине под шумом су међу најповољнијима у Европи за живот крупних звери (попут мрког медведа, вука, риса). У оквиру овог екорегиона налази се неколико подручја значајних за птице (IBA подручја).
Екорегион динарских мешовитих шума на северу се граничи са екорегионом панонских мешовитих шума, на истоку (дуж Подриња и Полимља) са екорегионом балканских мешовитих шума, на југозападу и југу се граничи са средоземним екорегионом илирских листопадних шума (нејасна граница на јужним падинама планина дуж јадранске обале) и на југоистоку са екорегионом пиндских мешовитих шума (у пределу Проклетија). Услед бројних клисура и кањона у којима се вегетације северних и јужних падина разликују, источне и југоисточне границе динарског екорегиона су нејасне.

## Живи свет динарских мешовитих шума
Широк распон надморских висина за последицу има две главне шумске зоне: четинарску зону на вишим надморским висинама и мешовиту широколисну зону, у равницама, на нижим падинама и висоравнима. Шумски екосистеми су у појединим пределима прашумског карактера, као у Перућици у Босни и Херцеговини, и Националном парку Биоградска гора у Црној Гори.
Четинарске шуме имају реликтни карактер: на овим планинама заостале су као остаци бореалних шума (тајги) распрострањених током леденог доба. Доминантне врсте савремених четинарских шума на Динарским планинама су Европска смрча (Picea abies), јела (Abies alba) и црни бор (Pinus nigra). Ендемична и реликтна четинарска врста карактеристична за овај екорегион је Панчићева оморика (Picea omorika). Разноврсне мешовите шуме букве, јеле и смрче представљају прелаз ка широколисним шумама које расту на нижим надморским висинама.
Листопадне букове и храстове шуме доминирају на нижим надморским висинама Динарских планина, као и на падинама многобројних клисура и кањона. У овим шумама род храстова је представљен бројним листопадним врстама, попут цера, медунца, сладуна и лужњака. Кањонску листопадну вегетацију карактеришу и терцијарни реликти попут форзиције (Forsythia europaea) и јоргована (Syringa vulgaris).